# Government Shutdown
Ein Government Shutdown (englisch für „Stilllegung der [Bundes]verwaltung“) ist in den Vereinigten Staaten die Lage, in der die Behörden der Bundesregierung ihre Tätigkeit zu großen Teilen einstellen und nur noch die als unerlässlich angesehenen Aufgaben erledigen. Der Staats- und Verwaltungsapparat fährt bei einem solchen Shutdown herunter, wenn die bisherige rechtliche Grundlage für die Bewilligung von Haushaltsmitteln ausläuft und sich Senat, Repräsentantenhaus und Präsident nicht rechtzeitig über weitere Haushaltsmittel einigen, indem sie ein entsprechendes Gesetz beschließen.
Rechtsgrundlage für den Shutdown ist der Antideficiency Act von 1884, der zuletzt 1982 geändert wurde.
Die längste Haushaltssperre in der Geschichte der Vereinigten Staaten war mit 35 Tagen die über den Jahreswechsel 2018/2019 während der Präsidentschaft von Donald Trump wegen seiner Forderung nach staatlicher Finanzierung einer Mauer beziehungsweise eines Zauns an der Grenze zu Mexiko. Sie erreichte am 12. Januar 2019 den 22. Tag und überbot damit den 21-tägigen Stillstand zwischen Dezember 1995 und Januar 1996 in der Präsidentschaft von Bill Clinton, der durch einen Steuerstreit ausgelöst worden war. Trump erklärte die Haushaltssperre am 25. Januar 2019 (Washingtoner Ortszeit) vorläufig für beendet und unterzeichnete einen Übergangshaushalt bis zum 15. Februar, den Senat und Repräsentantenhaus zuvor gebilligt hatten.

## Bewilligung des Staatshaushalts
Die Verfassung der Vereinigten Staaten schreibt in Artikel 1 Abschnitt 9 Satz 7 vor, dass der Staatskasse (des Bundes) Geld „nur aufgrund gesetzlicher Bewilligungen entnommen werden“ darf. Der Kongress muss die jährliche Verwendung des Bundeshaushalts rechtzeitig zu Beginn des neuen Haushaltsjahres am 1. Oktober in Form eines Bewilligungsgesetzes beschließen (Appropriation Bill) oder übergangsweise die bestehende Bewilligung auf niedrigerem, gleichem oder höherem Niveau verlängern (Continuing Resolution).
Der Präsident hat ein aufschiebendes Vetorecht gegen Gesetze des Kongresses, das mit einer Zweidrittelmehrheit in beiden Kammern des Kongresses überstimmt werden kann. Wird weder ein neues Bewilligungsgesetz beschlossen noch die bisherige Bewilligung übergangsweise verlängert, kommt es zum Shutdown.

## Unerlässliche Aufgaben
In den Jahren 1980 und 1981 stellte der damalige Justizminister Benjamin R. Civiletti mit zwei Rechtsgutachten eine strikte Interpretation des Antideficiency Act auf, die bis heute die Praxis prägt: Wer eine staatliche Behörde leitet, muss bei fehlender Bewilligung von Haushaltsmitteln die Arbeit einstellen lassen, bis eine Bewilligung erfolgt ist. Ausnahmen sind demzufolge nur für Tätigkeiten erlaubt, die in einem begründbaren Zusammenhang mit der Sicherheit von Menschenleben oder dem Schutz von Eigentum stehen. Zudem muss es hinreichend wahrscheinlich sein, dass diese Rechtsgüter bei einer Verzögerung signifikant gefährdet würden.
Bei einem Shutdown werden Staatsangestellte des Bundes, die keine unerlässlichen Aufgaben (essential services) erledigen, in unbezahlten Urlaub geschickt.
Zu den Tätigkeiten, die auch während eines Shutdowns unangetastet bleiben, zählen beispielsweise die Polizei, darunter auch das Federal Bureau of Investigation (FBI), die Rettungsdienste, die United States Border Patrol (Grenzüberwachung), die Transportation Security Administration (TSA), der Fluglotsendienst und der Justizvollzug. Das militärische Personal des Verteidigungsministeriums sowie der US-Nachrichtendienst National Security Agency (NSA) bleibt ebenfalls im Dienst, während Zivilbeschäftigte ohne unerlässliche Aufgaben in unbezahlten Urlaub geschickt werden. Ebenfalls vom Shutdown ausgenommen sind Beschäftigte, die für die Erfüllung der verfassungsmäßigen Aufgaben und Zuständigkeiten des Präsidenten notwendig sind. Diese beziehen zwar während dieser Zeit kein Gehalt, es wird jedoch nach Ende des Shutdowns nachgezahlt.
Bestimmte staatliche Sozialprogramme wie die Rentenversicherung sind auf Dauer bewilligt, aber der Etat der zuständigen Sozialversicherungsbehörde muss jährlich neu bewilligt werden. Bei einem Shutdown dürfen die Beschäftigten, die für die Bearbeitung der Ansprüche notwendig sind, ihre Arbeit fortsetzen. Von einem Shutdown nicht betroffen sind Beschäftigte, deren Tätigkeit nicht an jährliche Bewilligungen geknüpft ist, wie zum Beispiel die Mitarbeiter des United States Postal Service.
Ein Shutdown trifft Behörden daher sehr unterschiedlich: Während nach den Notfallplänen von 2013 nahezu alle Mitarbeiter der Luft- und Raumfahrtbehörde NASA unbezahlten Urlaub nehmen müssen, ist lediglich jeder siebte Beschäftigte des Ministeriums für Innere Sicherheit betroffen. Die Überwachung der Lebensmittelsicherheit, zum Beispiel Routineinspektionen von Lebensmittelherstellern, wird teilweise ausgesetzt. Nicht betroffen vom Shutdown sind die Bezüge der Kongressabgeordneten, da sie laut dem 27. Verfassungszusatz für die laufende Legislaturperiode nicht geändert werden können.

## Geschichte
In den Jahren 1976 bis 2018 gab es 20 Government Shutdowns, davon vier lediglich für einen Tag. Während die sechs Government Shutdowns während der Amtszeiten von Ford und Carter nur das Arbeitsministerium und das damalige Gesundheits-, Bildungs- und Wohlfahrtsministerium betrafen, waren die Government Shutdowns während der Regierung Reagans, Bushs, Clintons und Obamas vollständige Government Shutdowns.
Die bislang längste Auseinandersetzung fand seit dem 22. Dezember 2018 statt und dauerte bis zum 25. Januar 2019. Präsident Donald Trump konnte sich mit den Demokraten, die seit dem 2. Januar 2019 im Repräsentantenhaus die Mehrheit stellen, nicht über Finanzierung der von ihm im Wahlkampf versprochenen Mauer an der Grenze zu Mexiko einigen.
| Jahr      | Anfang        | Ende         | Tage | Präsident         | Senat (Sitzverhältnisse) | Repräsentantenhaus (Sitzverhältnisse) | Anmerkungen |
| --------- | ------------- | ------------ | ---- | ----------------- | ------------------------ | ------------------------------------- | --- |
| 1976      | 30. September | 11. Oktober  | 10   | Gerald Ford       | Demokraten (62:38)       | Demokraten (291:144)                  | Präsident Ford unterschrieb Teile des neuen Haushaltsgesetzes nicht, der Kongress überstimmte diese Entscheidung am 1. Oktober. Am 11. Oktober einigten sich beide Seiten auf einen neuen Entwurf. |
| 1977      | 30. September | 13. Oktober  | 12   | Jimmy Carter      | Demokraten (59:41)       | Demokraten (292:143)                  | Die Gründe für die Government Shutdowns während Carters Amtszeit werden unterhalb der Tabelle erläutert. Siehe #Präsidentschaft von Carter |
| 1977      | 31. Oktober   | 9. November  | 08   | Jimmy Carter      | Demokraten (59:41)       | Demokraten (292:143)                  | Die Gründe für die Government Shutdowns während Carters Amtszeit werden unterhalb der Tabelle erläutert. Siehe #Präsidentschaft von Carter |
| 1977      | 30. November  | 9. Dezember  | 08   | Jimmy Carter      | Demokraten (59:41)       | Demokraten (292:143)                  | Die Gründe für die Government Shutdowns während Carters Amtszeit werden unterhalb der Tabelle erläutert. Siehe #Präsidentschaft von Carter |
| 1978      | 30. September | 18. Oktober  | 18   | Jimmy Carter      | Demokraten (59:41)       | Demokraten (292:143)                  | Die Gründe für die Government Shutdowns während Carters Amtszeit werden unterhalb der Tabelle erläutert. Siehe #Präsidentschaft von Carter |
| 1979      | 30. September | 12. Oktober  | 11   | Jimmy Carter      | Demokraten (58:42)       | Demokraten (277:158)                  | Die Gründe für die Government Shutdowns während Carters Amtszeit werden unterhalb der Tabelle erläutert. Siehe #Präsidentschaft von Carter |
| 1981      | 20. November  | 23. November | 02   | Ronald Reagan     | Republikaner (53:47)     | Demokraten (244:191)                  | Reagan forderte von beiden Kammern einen gekürzten Haushalt und drohte andernfalls sein Veto an; dem kam der republikanisch dominierte Senat nach, nicht jedoch das Repräsentantenhaus, das noch stärkere Kürzungen forderte. Der Kompromiss zwischen beiden Kammern wiederum lag zwei Milliarden Dollar über Reagans Grenze, sodass er das Gesetz nicht unterschrieb und die Verwaltung in den Zwangsurlaub schickte. |
| 1982      | 30. September | 2. Oktober   | 01   | Ronald Reagan     | Republikaner (53:47)     | Demokraten (244:191)                  | Das neue Haushaltsgesetz wurde einen Tag zu spät vom Repräsentantenhaus verabschiedet. |
| 1982      | 17. Dezember  | 21. Dezember | 03   | Ronald Reagan     | Republikaner (53:47)     | Demokraten (244:191)                  | |
| 1983      | 10. November  | 14. November | 03   | Ronald Reagan     | Republikaner (55:45)     | Demokraten (271:164)                  | |
| 1984      | 30. September | 3. Oktober   | 02   | Ronald Reagan     | Republikaner (55:45)     | Demokraten (270:165)                  | |
| 1984      | 3. Oktober    | 5. Oktober   | 01   | Ronald Reagan     | Republikaner (55:45)     | Demokraten (270:165)                  | |
| 1986      | 16. Oktober   | 18. Oktober  | 01   | Ronald Reagan     | Republikaner (53:47)     | Demokraten (253:182)                  | |
| 1987      | 18. Dezember  | 20. Dezember | 01   | Ronald Reagan     | Demokraten (54:46)       | Demokraten (258:177)                  | |
| 1990      | 5. Oktober    | 9. Oktober   | 04   | George H. W. Bush | Demokraten (55:45)       | Demokraten (258:176)                  | Der Shutdown erfolgte am Wochenende vor Columbus Day. Präsident George H. W. Bush hatte im Wahlkampf versprochen: „Read my lips: no new taxes“. Sein Paket zur Verringerung des Defizits enthielt aber auch Steuererhöhungen, so dass er plötzlich sogar auch seine eigene Partei mit Minderheitsführer Newt Gingrich gegen sich hatte.                                                                                |
| 1995      | 13. November  | 19. November | 05   | Bill Clinton      | Republikaner (53:47)     | Republikaner (233:199)                | |
| 1995/1996 | 16. Dezember  | 6. Januar    | 21   | Bill Clinton      | Republikaner (53:47)     | Republikaner (235:198)                | |
| 2013      | 30. September | 16. Oktober  | 17   | Barack Obama      | Demokraten (54:46)       | Republikaner (232:200)                | |
| 2018      | 20. Januar    | 23. Januar   | 3    | Donald Trump      | Republikaner (51:49)     | Republikaner (240:194)                | |
| 2018      | 9. Februar    | 9. Februar   | 0    | Donald Trump      | Republikaner (51:49)     | Republikaner (236:197)                | Ein „Mini-Shutdown“, da nur noch für wenige Stunden die Unterschrift von Donald Trump fehlte, um die Haushaltssperre wieder aufzuheben. |
| 2018/2019 | 22. Dezember  | 25. Januar   | 35   | Donald Trump      | Republikaner (51:49)     | Republikaner (236:197)                | bis 2. Januar 2019 |
| 2018/2019 | 22. Dezember  | 25. Januar   | 35   | Donald Trump      | Republikaner (53:47)     | Demokraten (235:199)                  | ab 3. Januar 2019 |

| Name              | Shutdowns (gesamt) | Tage (gesamt) |
| ----------------- | ------------------ | ------------- |
| Gerald Ford       | 1                  | 10            |
| Jimmy Carter      | 5                  | 57            |
| Ronald Reagan     | 8                  | 14            |
| George H. W. Bush | 1                  | 04            |
| Bill Clinton      | 2                  | 26            |
| Barack Obama      | 1                  | 17            |
| Donald Trump      | 3                  | 38            |

### Präsidentschaft von Ford
Der erste Government Shutdown trat ein, als Präsident Gerald Ford 1976 sein Veto gegen ein Gesetz einlegte, das die Finanzierung des Arbeitsministeriums und des damaligen Gesundheits-, Bildungs- und Wohlfahrtsministeriums regelte. Es kam dadurch zu einem teilweisen Government Shutdown. Am 1. Oktober 1976 wurde das Veto durch den Kongress aufgehoben, jedoch trat die Continuing Resolution erst am 11. Oktober 1976 in Kraft.

### Präsidentschaft von Carter
Bei den Government Shutdowns während der Zeit von Jimmy Carter (1977–1981) besaß eine Partei – die Demokraten – die Mehrheit in beiden Kammern und stellte auch den Präsidenten.
Grund für den Government Shutdown waren meist innerparteiliche Streitigkeiten, im Falle der ersten drei Shutdowns 1977 ging es etwa um eine Gesetzesänderung zur Finanzierung von Abtreibungen durch das Medicaid-Programm. Das Repräsentantenhaus wollte dies nur für den Fall erlauben, dass das Leben der Mutter in Gefahr ist, der Senat hingegen forderte eine Ausweitung auf Schwangerschaften gegen den Willen der Mutter, etwa bei Inzest oder Vergewaltigung. Über dieses Detail des Medicaid-Programmes zerstritten sich die beiden Kammern, Carter konnte zunächst nur durch kurzzeitige Kompromisse den Shutdown für einige Tage abwenden, bevor die Verwaltung wieder zwangsweise zum Erliegen kam. Zwischen dem 30. September und dem 9. Dezember wurde die Verwaltung so insgesamt für 30 Tage stillgelegt. Nach über drei Monaten stimmte das Repräsentantenhaus schließlich der Finanzierung von Abtreibungen im Falle von Inzest, Vergewaltigung oder bei Gefahr für das Leben der Mutter zu.
Im Falle der beiden weiteren Shutdowns in Carters Amtszeit, 1978 und 1979 jeweils ab dem 30. September, spielte das Thema Abtreibung weiterhin eine Rolle, dazu kamen 1978 Streitigkeiten über von Carter vorgeschlagene Gesetze und 1979 über die Erhöhung der Diäten für die Abgeordneten.

### Präsidentschaft von Clinton
Ausgangspunkt der politischen Krise war der Erfolg der republikanischen Partei bei der Kongresswahl 1994. Die republikanische Partei erlangte eine Mehrheit im Kongress. Sie wollten die Steuererhöhungen unter Präsident Bill Clinton im Jahr 1993 rückgängig machen und einen ausgeglichenen Haushalt durch tiefe Einschnitte bei den Sozialausgaben. Bill Clinton strebte ebenfalls einen ausgeglichenen Haushalt an, lehnte die Änderungswünsche der Republikaner aber ab. Beginnend am 14. November 1995 gab es einen siebentägigen Shutdown, bei dem 800.000 Staatsangestellte zu Hause bleiben mussten. Am 16. Dezember 1995 begann ein erneuter Shutdown, der bis zum 5. Januar 1996 andauerte. Als sich herausstellte, dass die Bürger überwiegend der Republikanischen Partei die Schuld an dem Shutdown gaben, kam es zu einer Einigung im Haushaltsstreit. Die meisten Meinungsforscher sahen die Haushaltsauseinandersetzung als Wendepunkt, seitdem stiegen die Zustimmungswerte für Präsident Clinton wieder. Der republikanisch dominierte Kongress vermied in den folgenden Jahren derartige Auseinandersetzungen mit Präsident Clinton.

### Präsidentschaft von Obama
Da am 1. Oktober 2013 das neue Haushaltsjahr begann, ohne dass der Kongress die Haushaltsmittel bewilligt hatte, wies das Office of Management and Budget des Weißen Hauses kurz vor Mitternacht die Behörden an, ihre Notfallpläne für einen Government Shutdown umzusetzen. Rund 800.000 Staatsbedienstete wurden in unbezahlten Urlaub geschickt, mehr als eine Million arbeiteten – vorerst ohne Bezahlung – weiter. Die republikanische Mehrheit im Repräsentantenhaus hatte einen Gegenvorschlag zur Haushaltsbewilligung verabschiedet, der die Krankenversicherungsreform (Obamacare) von Präsident Barack Obama von der Haushaltsbewilligung ausnehmen würde, was von der demokratischen Mehrheit im Senat abgelehnt wurde.
Das Congressional Budget Office berechnete, dass die Krankenversicherungsreform das Haushaltsdefizit langfristig um ca. 50 Milliarden Dollar pro Jahr reduzieren werde. Der konservative Kolumnist Charles Krauthammer sah Obamacare hingegen als finanzielle Belastung, weil die Gesundheitsausgaben steigen würden. Die mit der Gesundheitsreform beschlossenen Steuererhöhungen lehnte er ab.
Vom Shutdown betroffen waren unter anderem die Library of Congress, die ihren Betrieb einschließlich sämtlicher Websites mit Ausnahme zweier Plattformen mit Informationen zur Gesetzgebung am 1. Oktober einstellte, die NASA und die Nationalparks. Zu den vorübergehend geschlossenen Einrichtungen des National Park Service gehörten neben den Nationalparks auch Stätten wie die Freiheitsstatue und die Smithsonian Institution.
Der Government Shutdown wirkte sich auch auf die Wirtschaft aus. Da die Zollstellen in den Häfen und Flughäfen nur noch mit reduziertem Personal arbeiteten, kam es beim Umschlag von Waren zu großen Verzögerungen. Genehmigungsverfahren, Gerichtsverhandlungen etc. wurden vertagt. Nach verschiedenen Schätzungen entstand der US-Wirtschaft ein Schaden von 300 bis 550 Millionen Dollar pro Tag.
Das Anhalten des Shutdown führte auch zu Auswirkungen auf die Außenpolitik der USA.
Zusätzlich zu dem Government Shutdown aufgrund eines fehlenden Haushaltsbeschlusses wäre etwa am 17. Oktober 2013 die Schuldenobergrenze von 16,7 Billionen Dollar erreicht worden. Wäre die Schuldenobergrenze bis dahin nicht erhöht worden, hätten keine neuen Kredite aufgenommen werden dürfen. Es drohte ein Staatsbankrott, der sich sehr negativ auf das Finanzsystem und die Wirtschaft ausgewirkt hätte. Die Republikaner machten eine Zustimmung zur Erhöhung der Schuldenobergrenze von der Verschiebung von Obamacare abhängig.
Am 17. Oktober 2013 unterzeichnete Präsident Obama den Continuing Appropriations Act, 2014 zur Beendigung des Shutdowns sowie Anhebung der Schuldenobergrenze, wodurch die USA bis zum 7. Februar 2014 liquide blieben.
- Barack Obamas Ansprache am 29. September 2013
- Schreiben von Präsident Barack Obama an Regierungsangestellte zum Shutdown

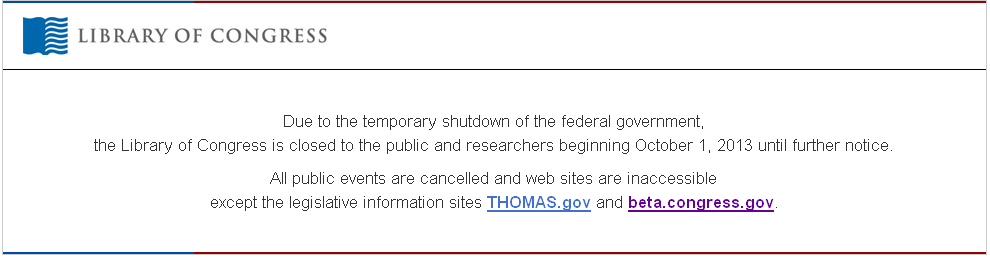
Shutdown-Nachricht der Library of Congress vom 1. Oktober 2013
- Barack Obamas Ansprache am 16. Oktober 2013

### Präsidentschaft von Trump
Während der Präsidentschaft von Donald Trump kam es zu drei Haushaltssperren, die alle im Jahr 2018 in Kraft traten.

#### Erste Haushaltssperre
Der US-Kongress hatte der Regierung Trump Finanzmittel bis einschließlich 28. April 2017 zugestanden; wenn es bis dahin nicht zu einer Einigung gekommen wäre, hätte es ab dem 29. April 2017 einen partiellen Government Shutdown gegeben. Wenige Stunden vor Ablauf der Frist billigten beide Kammern des Kongresses ein Ausgabengesetz, das mehreren Bundesinstitutionen eine weitere Woche das benötigte Geld für ihre Arbeit bewilligte. Um den Demokraten entgegenzukommen, hatte Trump sich bereit erklärt, die Finanzierung der von ihm angekündigten Mauer an der Grenze zu Mexiko aus dem Gesetzentwurf zu streichen. Am 30. April 2017 verständigten sich Vertreter beider Parteien auf einen Gesetzesentwurf, der der Regierung die Finanzierung ihrer Ausgaben bis Ende September 2017 zugestand. Teil der Vereinbarung waren höhere Mittel für das Verteidigungsministerium und für die Grenzsicherung, aber auch für die National Institutes of Health. Lokale Behörden sollten einen Ausgleich für ihre seit Trumps Amtsantritt gestiegenen Kosten für Sicherheitsmaßnahmen bekommen. Dies galt insbesondere für die Stadt New York wegen des dortigen Trump Towers.
Am 19. Januar 2018 lehnte der Senat einen im Repräsentantenhaus verabschiedeten Kompromiss ab. Vom 20. Januar 2018 (0:00 Uhr Washingtoner Zeit) bis zum 22. Januar 2018 gab es einen Shutdown.
Vom Shutdown waren rund 800.000 US-Staatsbedienstete betroffen. Bundeseigene Museen und andere Freizeiteinrichtungen blieben geschlossen, ebenso Teile des Internal Revenue Service (IRS, Bundessteuerbehörde).

#### Zweite Haushaltssperre
Im Februar 2018 dauerte die Haushaltssperre nur wenige Stunden. Sie trat am 9. Februar 2018 um Mitternacht Washingtoner Zeit wegen einer Fristüberschreitung automatisch in Kraft und endete fünfeinhalb Stunden später mit der Unterschrift Trumps unter ein Haushaltsgesetz. Zuvor hatten Senat und Repräsentantenhaus hart um einen Kompromiss gerungen. Er sah unter anderem höhere Ausgaben für die Verteidigung vor. Die Anhebung der Schuldenobergrenze stieß auf Ablehnung in Trumps eigener Partei. Der republikanische Senator Rand Paul kritisierte, dass das Gesetz mit der Erhöhung der Schuldenlast republikanischer Finanzpolitik zuwiderlaufe. Paul weigerte sich über Stunden, an der Abstimmung im Senat teilzunehmen, wodurch der Senat die Frist überschritt. Sowohl Politiker der Demokraten als auch der Republikaner wandten sich gegen die Blockade, mit der Paul den Shutdown provoziert hatte.

#### Dritte Haushaltssperre

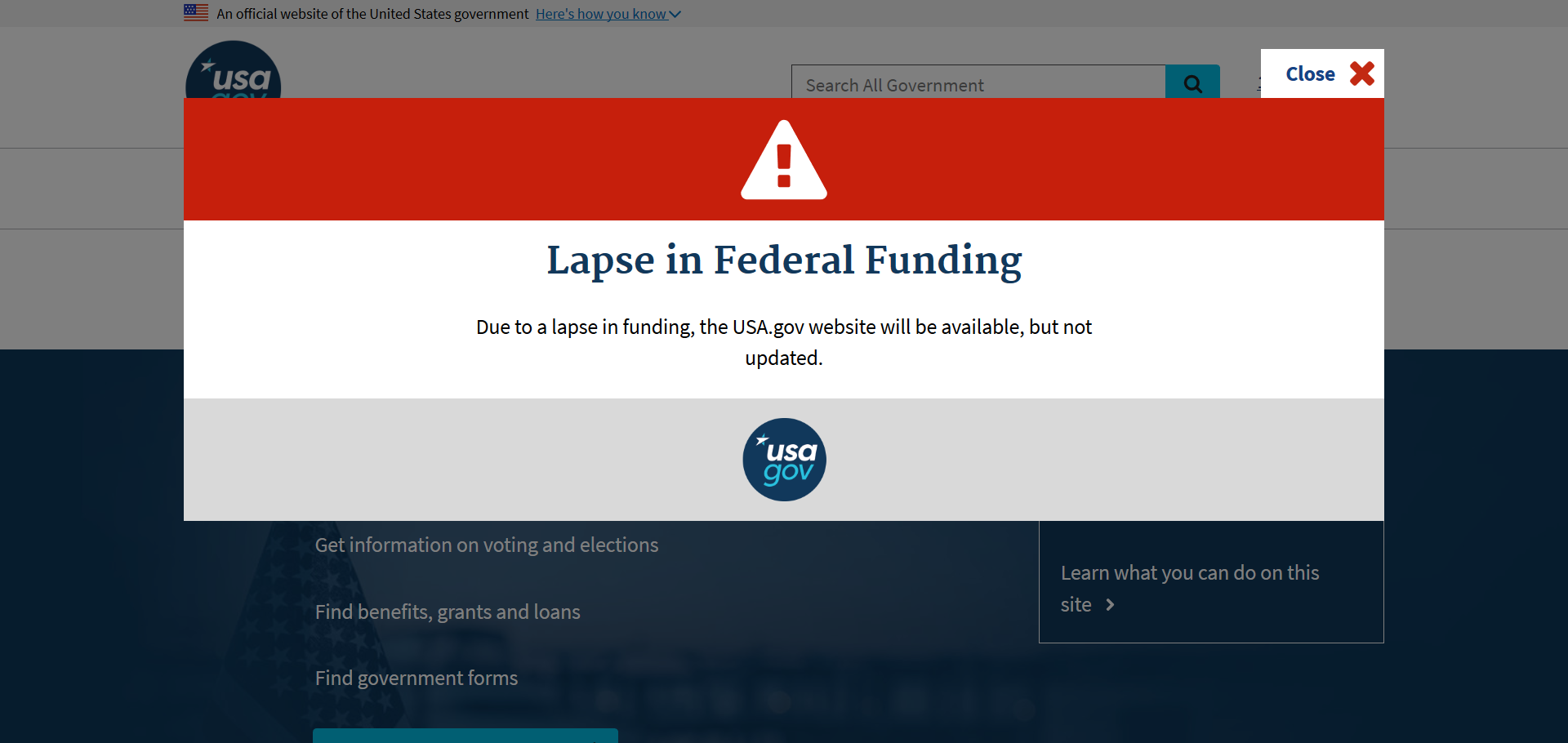
Hinweis auf der Regierungsseite usa.gov während des Shutdowns.

Am 22. Dezember 2018 trat der dritte Shutdown in der Amtszeit von Präsident Trump in Kraft, nachdem keine Einigung über die Bereitstellung von Haushaltsmitteln für den Bau einer Mauer an der Grenze zu Mexiko erzielt worden war. Für die Erfüllung seines Wahlversprechens forderte Trump 5,7 Milliarden Dollar. Die Haushaltssperre blockierte unter anderem die Arbeit von neun Ministerien. Zwar hatte das Repräsentantenhaus am 20. Dezember 2018 mit seiner republikanischen Mehrheit einem Überbrückungshaushalt mit der von Trump gewünschten Sperranlagenfinanzierung zugestimmt, nachdem Trump erklärt hatte, nur dann zuzustimmen, wenn diese enthalten sei. Im Senat fand die Vorlage jedoch nicht die erforderliche Super-Mehrheit zur Aufhebung der demokratischen Sperr-Minorität. Im Alleingang vergab Trump am 24. Dezember einen Bauauftrag für einen Bauabschnitt der Mauer zu Mexiko von 185 Kilometern Länge. Am 27. Dezember drohte er damit, die Grenze zu Mexiko vollständig zu schließen, wenn ihm die Demokraten das Geld für den Mauerbau verweigerten.
Nachdem die Demokratische Partei Anfang Januar 2019 die Mehrheit im Repräsentantenhaus übernommen hatte, verabschiedete es einen Haushaltsplan, ohne Mittel für den Mauerbau vorzusehen. Trump machte seine Zustimmung erneut davon abhängig. Der Haushalt hätte die Finanzierung der Ministerien für Landwirtschaft, für Inneres und weitere bis zum 30. September 2019 sowie des Heimatschutzministeriums bis zum 8. Februar 2019 gesichert. Nach einem ergebnislosen Spitzentreffen mit Demokraten und Republikanern drohte Trump am 4. Januar 2019 damit, die Haushaltssperre auch über Monate oder Jahre aufrecht zu halten. Wenn er einen nationalen Notstand wegen der Sicherheit des Landes verhänge, könne er die Mauer auch ohne Zustimmung des Kongresses bauen.
In einer Rede an die Nation am 8. Januar 2019 machte Trump alleine die Demokraten für die Haushaltssperre verantwortlich, weil sie Grenzsicherheit nicht finanzieren wollten. Die Demokratin Nancy Pelosi, Vorsitzende des Repräsentantenhauses, hielt ihm Fehlinformationen vor und forderte ihn auf, das Volk nicht länger als Geisel zu nehmen. Sie und Chuck Schumer, demokratischer Fraktionsführer im Senat, nannten den Mauerbau eine Geldverschwendung. Ein Spitzentreffen mit Demokraten am 9. Januar 2019 brach Trump abrupt ab und nannte es „Zeitverschwendung“, als er keine Zusage für Mittel zum Mauerbau erhielt. Bei einem Besuch in der Grenzstation McAllen in Texas erklärte er, dass die Vereinigten Staaten zum Schutz gegen Menschenschmuggler eine Barriere bräuchten. Währenddessen forderten Gewerkschaftsmitglieder bei einem Protestzug zum Weißen Haus ihre Bezahlung und ein Ende der Haushaltssperre; Demonstrationen gab es auch in anderen Städten.
Der Shutdown wurde am 12. Januar 2019 mit bis dahin 22 Tagen zum längsten in der Geschichte der Vereinigten Staaten. Mehrere Gewerkschaften, darunter die der Fluglotsen, reichten wegen ausbleibender Löhne Klage gegen die Regierung ein. Von der Blockade waren 800.000 Beschäftigte direkt betroffen, insgesamt ein Viertel aller Bundesbeschäftigten. Etwa 380.000 befanden sich zunächst im Zwangsurlaub. 420.000 mussten ohne Gehaltszahlung weiterarbeiten, weil ihre Tätigkeit als unverzichtbar angesehen wird; nach Ende der Haushaltsblockade werden die ausstehenden Gehälter nachgezahlt. Mit der Fortdauer des Shutdowns wurden Zehntausende von Beschäftigten, die sich im Zwangsurlaub befanden, wieder zur Arbeit verpflichtet, jedoch weiterhin unbezahlt. Betroffen waren außerdem Beschäftigte von tausenden Dienstleistungs- und Zulieferbetrieben sowie Freiberufler, mit denen die Geschäftsbeziehungen eingestellt wurden. Sie können nicht mit nachträglichen Zahlungen rechnen.
Am 19. Januar 2019 erneuerte Trump seine Forderung nach 5,7 Milliarden Dollar für den Mauerbau. Im Gegenzug bot er an, die Einwanderergruppe der sogenannten Dreamer drei Jahre lang vor Abschiebung zu schützen. Nicht abgeschoben werden sollten auch Menschen mit einem vorübergehenden Schutzstatus, die vor Konflikten oder Naturkatastrophen aus ihrer Heimat geflüchtet waren. Nancy Pelosi nannte Trumps Vorschlag einen „Rohrkrepierer“. Ein Vorschlag der Demokraten im Repräsentantenhaus sah vor, mehr als eine halbe Milliarde Dollar für die Grenzsicherung zusätzlich einzuplanen, die jedoch nicht für einen Mauerbau eingesetzt werden könnten. Mit einem weiteren Vorschlag boten sie ihm Mittel für eine „schlaue Mauer“ (smart wall) an. Für das Geld soll keine Mauer aus Stein oder Stahl errichtet werden, stattdessen könnten die Grenzen der Vereinigten Staaten etwa mit dem Einsatz von Drohnen und durch Sensoren gesichert sowie Grenzbeamte und Einwanderungsrichter eingestellt werden.
Am 25. Januar verständigte sich Trump mit den Demokraten auf eine Übergangsfinanzierung bis zum 15. Februar. Er unterzeichnete nach 35 Tagen Haushaltssperre ein Gesetz, das zuvor von Senat und Repräsentantenhaus gebilligt worden war. Der Kompromiss sieht eine auf drei Wochen befristete Öffnung der Regierung auf Bundesebene vor. Die Zeit soll für Verhandlungen über eine Sicherung der Südgrenze genutzt werden. Trump erhielt keine Zusage zur Bereitstellung von Mitteln für den Bau einer Mauer an der Grenze zu Mexiko. Das eigene konservative Lager legte ihm das Einlenken als Schwäche aus, weil eines seiner wichtigsten Wahlversprechen unerfüllt blieb. Anfang Februar 2019 schickte die Regierung zusätzlich 3750 Soldaten für drei Monate an die Grenze zu Mexiko. Sie sollen unter anderem 240 Kilometer Stacheldraht verlegen und eine Anlage zur Überwachung des Mobilfunks installieren. Wenige Tage vor dem 15. Februar 2019, dem letzten Tag der Übergangsfinanzierung, zeichnete sich ein Kompromiss zwischen den Unterhändlern der Parteien ab, der einen erneuten Shutdown verhindern könnte. Der Kompromiss sieht vor, 1,375 Milliarden Dollar für Grenzbefestigungen bereitzustellen. Nach Angaben der New York Times würde der Betrag für 88 Kilometer reichen.
Der Shutdown wirkte sich auf die Konjunktur aus und führte zu einer Drosselung der Wachstumsrate um 0,13 Prozentpunkte pro Woche. Kevin Hassett, Vorsitzender des Council of Economic Advisers, schloss in der zweiten Januarhälfte bei einer Fortdauer einen vorübergehenden Wirtschaftsabschwung nicht aus. Moody’s-Chefvolkswirt Mark Zandi ging davon aus, dass das Wachstum im ersten Quartal 2019 unter zwei Prozent liegen könnte. Nach Berechnungen der Ratingagentur Standard & Poor’s kostete die Haushaltssperre die amerikanische Wirtschaft etwa sechs Milliarden Dollar.
Wegen der Haushaltssperre sanken die Umfragewerte Trumps bei einer im Auftrag der Hörfunksenderkooperation NPR geführten Befragung auch bei seiner eigenen Wählerbasis. Insgesamt gaben 57 Prozent der Befragten an, bei der Präsidentschaftswahl 2020 gegen ihn stimmen zu wollen. Hingegen wuchs die Zustimmung zu Nancy Pelosi. In einer Umfrage der American Broadcasting Company und der Washington Post fünf Wochen nach Beginn der Haushaltssperre machten 53 Prozent der Befragten in den Vereinigten Staaten Trump und die Republikaner dafür verantwortlich, 34 Prozent sahen die Verantwortung bei den Demokraten.
Am 15. Februar 2019 rief Trump den nationalen Notstand aus, um Zugriff auf insgesamt acht Milliarden Dollar zu erhalten. Bei einem Bundesgericht in San Francisco reichten 16 Bundesstaaten am 18. Februar 2019 eine Sammelklage gegen die Trump-Regierung ein. Xavier Becerra, der Attorney General von Kalifornien, will vor Gericht Trumps eigene Worte benutzen, um zu beweisen, dass an der Grenze zu Mexiko kein Notstand herrscht. Trump hatte zum Notstand erklärt: „Ich hätte das nicht tun müssen, aber ich wollte es lieber viel schneller tun.“ Gegen den nationalen Notstand brachten die Demokraten am 22. Februar 2019 eine Resolution in den Kongress ein, um ihn damit zu stoppen. Trump drohte an, gegen die Resolution sein Veto einzulegen.

## Government Shutdowns in amerikanischen Fernsehserien
- In der Fernsehserie Madam Secretary – Die wesentlichen Dinge, Staffel 4|Folge 3,kommt es zu einem Shutdown aufgrund einer fehlenden Einigung des amtierenden Präsident Dalton und US Kongress.

- In der Fernsehserie The West Wing kommt es in Episode 8 der fünften Staffel zu einem „Shutdown“ (Originaltitel, deutsch: „Die Finanzkrise“) aufgrund eines Streits zwischen dem fiktiven demokratischen Präsidenten und dem von den Republikanern beherrschten Kongress.
- In der Fernsehserie House of Cards wird in Episode 3 der zweiten Staffel ein Government Shutdown durch den Senat verhindert, indem ein Kompromiss bei einer Rentenreform gefunden wird; der Konflikt wird in Episode 4 im Repräsentantenhaus weiter ausgetragen. Am Ende beider Folgen kann ein Government Shutdown gänzlich verhindert werden.

## Government Shutdown in einzelnen Bundesstaaten
Neben dem Government Shutdown der Bundesregierung können auch einzelne Bundesstaaten beziehungsweise Lokalregierungen in diese Situation geraten. Dies kam in folgenden Fällen vor:
- Erie County im Jahr 2005
- Minnesota im Juli 2005 und im Jahr 2011
- Puerto Rico im Jahr 2006
- New Jersey im Jahr 2006
- Pennsylvania im Jahr 2011